# Дракинське сільське поселення (Торбеєвський район)
Дра́кинське сільське поселення (рос. Дракинское сельское поселение) — муніципальне утворення у складі Торбеєвського району Мордовії, Росія. Адміністративний центр та єдиний населений пункт — село Дракино.

## Населення
Населення — 1406 осіб (2019, 1631 у 2010, 1636 у 2002).